# Списак винарија сремског винарског рејона
Следи списак винарија и подрума сремског винарског рејона по општинама, азбучним редом:

## Бачка Паланка
| Лого | Назив                     | Место         | Контакт       |
| ---- | ------------------------- | ------------- | ------------- |
|      | Подрум Бајић Небојша      | Бачка Паланка | 021 750 497   |
|      | Подрум Јовић Миодраг      | Бачка Паланка | 021 750 456   |
|      | Подрум Кулунџић Стеван    | Бачка Паланка | 021 745 218   |
|      | Подрум Латишко Аца        | Бачка Паланка | 021 751 310   |
|      | Подрум Минић Петар        | Бачка Паланка | 021 741 828   |
|      | Винарија Нештин           | Бачка Паланка | 021 769 031   |
|      | Подрум Ђорђе Скокић       | Бачка Паланка | 021 743 763   |
|      | Винска кућа Ћулибрк Зоран | Нештин        | 021 769 101   |
|      | Подрум Керешевић Ђорђе    | Нештин        | 021 769 022   |
|      | Подрум Новаковић Стеван   | Нештин        | 021 769 077   |
|      | Vinarija Gaston Wine      | Нештин        | 064 640 40 77 |
|      | Подрум Рајковић Предраг   | Нештин        | 021 769 144   |
|      | Подрум Душан Туцић        | Нештин        | 021 769 094   |
|      | Подрум Славко Влајковић   | Нештин        | 021 769 034   |
|      | Винарија Стакић           | Нештин        | 063 7799975   |

## Беочин
| Лого | Назив                            | Место    | Контакт           |
| ---- | -------------------------------- | -------- | ----------------- |
|      | Подрум Ачански                   | Баноштор | Званични веб-сајт |
|      | Винарија Шијачки                 | Баноштор | 063 669 203       |
|      | Подрум Силбашки                  | Баноштор | 021 879 173       |
|      | Подрум Стојковић                 | Баноштор | 021 879 104       |
|      | Виногради Урошевић               | Баноштор | Званични веб-сајт |
|      | Подрум Радошевић                 | Баноштор | 064 143 3589      |
|      | Винариум                         | Баноштор | 063 244 542       |
|      | Фрушкогорски виногради д.о.о.    | Баноштор | Званични веб-сајт |
|      | Подрум Кузмановић                | Черевић  | 021 2976 153      |
|      | Подрум Радојчић                  | Черевић  | 021 876 759       |
|      | Винарија Бело брдо               | Черевић  | Званични веб-сајт |
|      | Вински подрум Жабић              | Черевић  | 021 2976 266      |
|      | Виногради и подрум Зелена долина | Черевић  | Званични веб-сајт |
|      | Подрум Свирчевић                 | Беочин   | 063 565 829       |
|      | Подрум вина Драгана Дробњака     | Беочин   | 021 2970544       |
|      | Подрум Прекогачић                | Беочин   | 021 870 518       |
|      | Подрум Љубомира Мирковића        | Беочин   | 021 2970 290      |
|      | Винарија Салаксија               | Раковац  | 021 6265 437      |

## Инђија
| Лого | Назив              | Место              | Контакт           |
| ---- | ------------------ | ------------------ | ----------------- |
|      | Подрум Гвозденовић | Стари Сланкамен    |                   |
|      | Vinarija Acumincum | Стари Сланкамен    | Званични веб-сајт |
|      | Кућа вина Живковић | Инђија             | 018 519 261       |
|      | Вино Аџић          | Чортановци/Темерин | 063 102 8125      |

## Ириг
| Лого | Назив                  | Место       | Контакт           |
| ---- | ---------------------- | ----------- | ----------------- |
|      | Винарија Ковачевић     | Ириг        | Званични веб-сајт |
|      | Винарија Мачков подрум | Ириг        | Званични веб-сајт |
|      | Винарија Комуна        | Ривица      | Званични веб-сајт |
|      | Винарија Деурић        | Мала Ремета | Званични веб-сајт |

## Нови Сад
| Лого | Назив                        | Место | Контакт           |
| ---- | ---------------------------- | ----- | ----------------- |
|      | Винарија До краја света      | Ковиљ | Званични веб-сајт |
|      | Vinarija Castellum Onagrinum | Бегеч | 064 146 3599      |

## Петроварадин
| Лого | Назив                          | Место            | Контакт           |
| ---- | ------------------------------ | ---------------- | ----------------- |
|      | Подрум Шукац                   | Сремска Каменица | 021 475 5132      |
|      | Винарија Бурчел Тодоров        | Петроварадин     | Званични веб-сајт |
|      | Породична винарија Антонијевић | Лединци          | 021 886 327       |

## Сремска Митровица
| Лого | Назив                                      | Место          | Контакт           |
| ---- | ------------------------------------------ | -------------- | ----------------- |
|      | Винарија Дивин                             | Дивош          | Званични веб-сајт |
|      | Винарија Шишато (Chichateau)               | Шишатовац      | Званични веб-сајт |
|      | Виногради Пробус (Probus Vineyards CCLXXX) | Велики Радинци | Званични веб-сајт |

## Сремски Карловци
| Лого | Назив                                 | Место            | Контакт           |
| ---- | ------------------------------------- | ---------------- | ----------------- |
|      | Винарија Алекс                        | Сремски Карловци | Званични веб-сајт |
|      | Винарија Апатовић                     | Сремски Карловци | 021 881 926       |
|      | Vinarija Vinum                        | Сремски Карловци | Званични веб-сајт |
|      | Подрум Бајило                         | Сремски Карловци | Званични веб-сајт |
|      | Подрум Димитријевић                   | Сремски Карловци |                   |
|      | Винарија Цветић                       | Сремски Карловци | 021 881 376       |
|      | Винарија Дулка                        | Сремски Карловци | Званични веб-сајт |
|      | Винарија Курјак                       | Сремски Карловци | 021 882520        |
|      | Винарија Киш                          | Сремски Карловци | Званични веб-сајт |
|      | Винарија Косовић                      | Сремски Карловци | Званични веб-сајт |
|      | Винарија Милутиновић                  | Сремски Карловци | Званични веб-сајт |
|      | Подрум Петровић                       | Сремски Карловци | 021 881 981       |
|      | Подрум Пробус                         | Сремски Карловци | 065 8815 530      |
|      | Вински лагум Живановић                | Сремски Карловци | Званични веб-сајт |
|      | Винарија Ђурђић                       | Сремски Карловци | Званични веб-сајт |
|      | Подрум Бенишек                        | Сремски Карловци | Званични веб-сајт |
|      | Винарија Дошен                        | Сремски Карловци | 021 881 974       |
|      | Подрум Опалић                         | Сремски Карловци | 021 881 515       |
|      | Подрум Станко Лацковић                | Сремски Карловци | 021 881 565       |
|      | Винарија Мрђанин                      | Сремски Карловци | Званични веб-сајт |
|      | Огледно поље Пољопривредног факултета | Сремски Карловци |                   |
|      | Винарија 45. паралела                 | Сремски Карловци | 065 477 8998      |

## Шид
| Лого | Назив                | Место   | Контакт           |
| ---- | -------------------- | ------- | ----------------- |
|      | Винарија Ердевик     | Ердевик | Званични веб-сајт |
|      | Винарија Кубе        | Ердевик | 064 1654 881      |
|      | Вино Винат           | Ердевик | Званични веб-сајт |
|      | Винарија Брестовачки | Ердевик | 069 295 00 13     |
|      | Винарија Тривановић  | Ердевик | Званични веб-сајт |
|      | Винарија Моловин     | Шид     | 022 715 227       |